# Aksel Smith

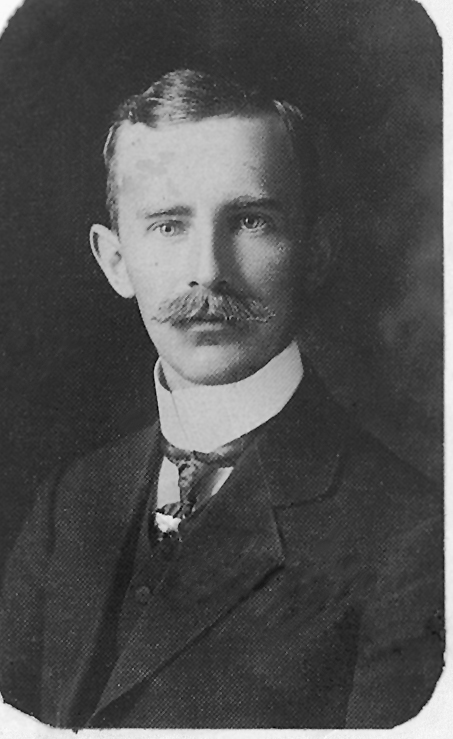
Aksel Smith

Aksel Smith, född 1880 i Kristiansand, död 18 januari 1919 i Drøbak, var en norsk tandläkare, mystiker och helgelseförkunnare inom Smiths Vänner. Han var bror till grundaren Johan Oscar Smith, och var med och grundade rörelsen. Han var den av de två som var mera allmänt känd i sin tids helgelsekretsar, och predikade ofta från talarstolen inom pingströrelsens möten i början av seklet. 
Tillsammans med sin bror grundade han 1912 tidskriften Skjulte Skatte, där han skrev en hel del själv, men även introducerade en mängd mystiker och helgelseförkunnare.[källa behövs]
Han var en framstående andlig sångdiktare, vars mest kända sång är "Far du som makten har", som finns i Smiths Vänners sångbok "Herrens Veier". 
Smith var en stilla, försynt man, som påminde om Henrik Schager.[källa behövs] Han var den av de två bröderna Smith som var mer lagd åt mystik och kontemplation.[källa behövs] Hans skrifter är också tydligare påverkade av helgelserörelsen än hans bror, ty han var inte lika lagisk som brodern.[källa behövs] Han hade större sinne för de mjukare, barmhärtigare sidorna i kristendomen, såsom förlåtelsen och nåden.[källa behövs] På grund av detta fick han stor betydelse för de inom utbrytargruppen ur Smiths Vänner (Smith Light) som kom att närma sig en mer evangelisk, klassisk helgelseförkunnelse.[källa behövs]